# Mirta Zaida Lobato
Mirta Zaida Lobato (Córdoba, 1 de mayo de 1948) es una historiadora, ensayista y catedrática argentina especializada en historia social, cultural y política del mundo del trabajo y de las relaciones de género en Argentina y América Latina en el siglo XX.

## Biografía

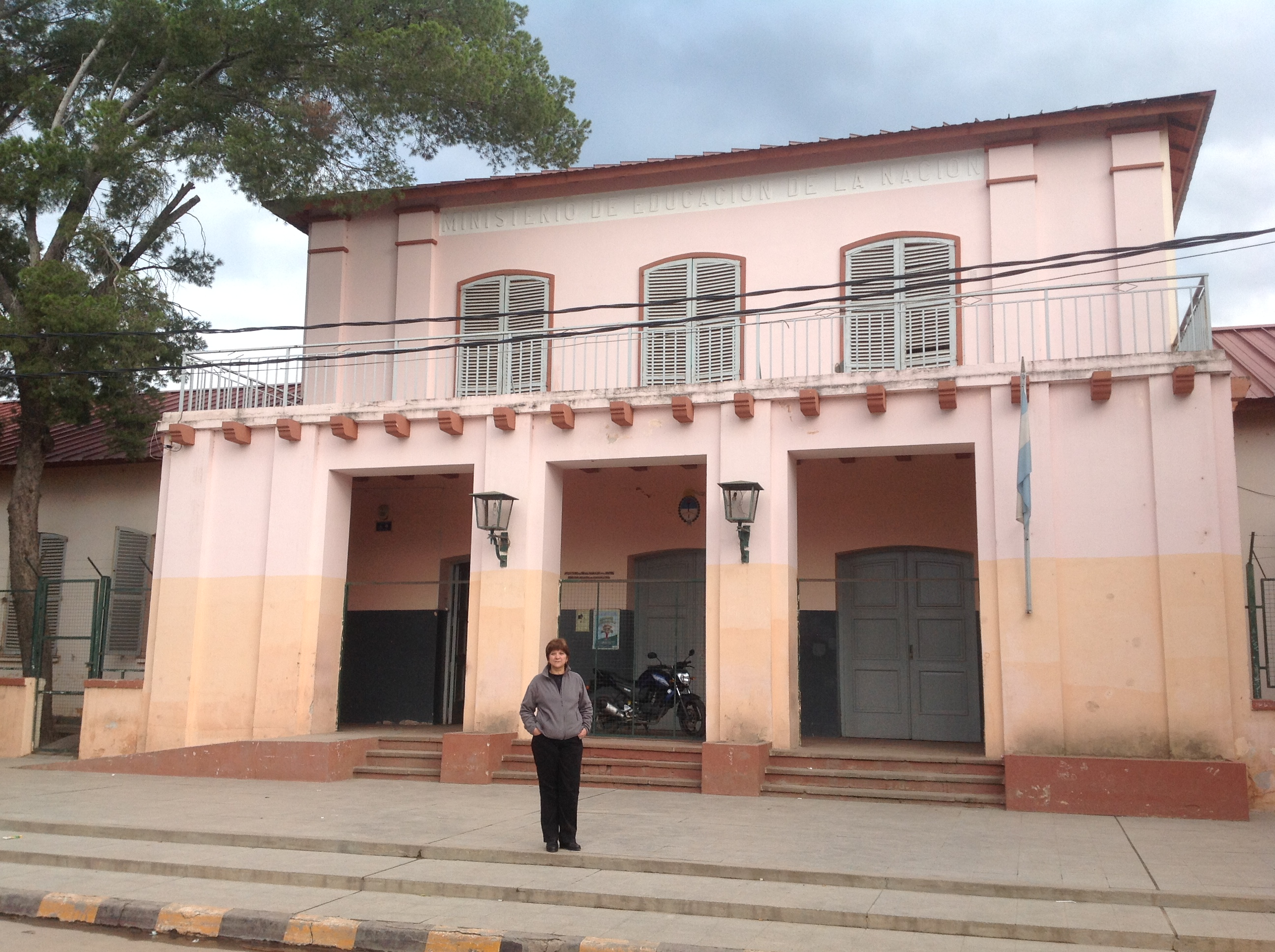
Mirta Z. Lobato fotografiada ante la Escuela Normal Nacional Regional República del Ecuador, en la ciudad de Frías (Santiago del Estero), donde cursó sus estudios secundarios.

Realizó sus estudios secundarios en la Escuela Normal Nacional Regional de la ciudad de Frías (provincia de Santiago del Estero).
Posteriormente se trasladó a Buenos Aires donde trabajó en diferentes actividades industriales y comerciales. Estudió en la Facultad de Filosofía y Letras de la Universidad de Buenos Aires y en 1979 obtuvo el título de profesora en Historia.

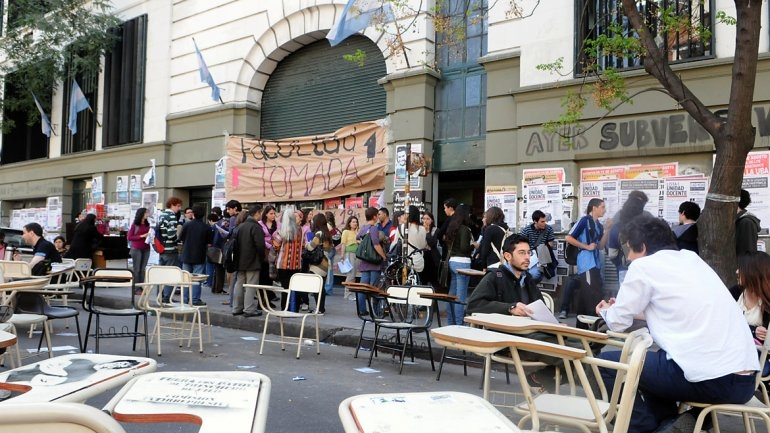
Facultad de Filosofía y Letras.

Se casó con el también historiador Juan Suriano, con quien tuvo a su hijo Lisandro Martín Suriano.

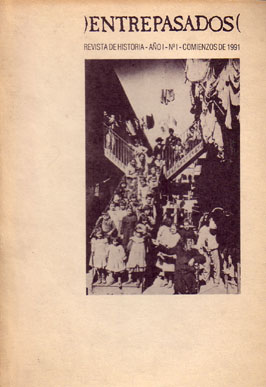
El número 1 de la revista Entrepasados (1991).

En 1999 presentó su tesis de doctorado en la Facultad de Filosofía y Letras de la Universidad de Buenos Aires titulada La vida en las fábricas: trabajo, protesta y política en una comunidad obrera, Berisso (1904-1970) y la defendió en 2000.
Entre en 1982 y 1985 trabajó en escuelas medias e institutos de formación docente de la provincia de Buenos Aires.
Es profesora asociada de la Universidad de Buenos Aires, especializada en historia social, cultural y política del mundo del trabajo y de las relaciones de género en Argentina y América Latina en el Siglo XX e investigadora del Programa de Estudios de Historia Económica y Social Americana (PEHESA) desde su incorporación a la Facultad de Filosofía y Letras de la UBA; integra actualmente su Consejo de Dirección y entre 1997 y 1998 coordinó sus actividades. Formó parte del grupo de investigadoras que crearon el Instituto Interdisciplinario de Estudios de Género (IIEGE) en dicha facultad, donde dirige las actividades del Archivo Imágenes y Palabras de Mujeres (APIM).

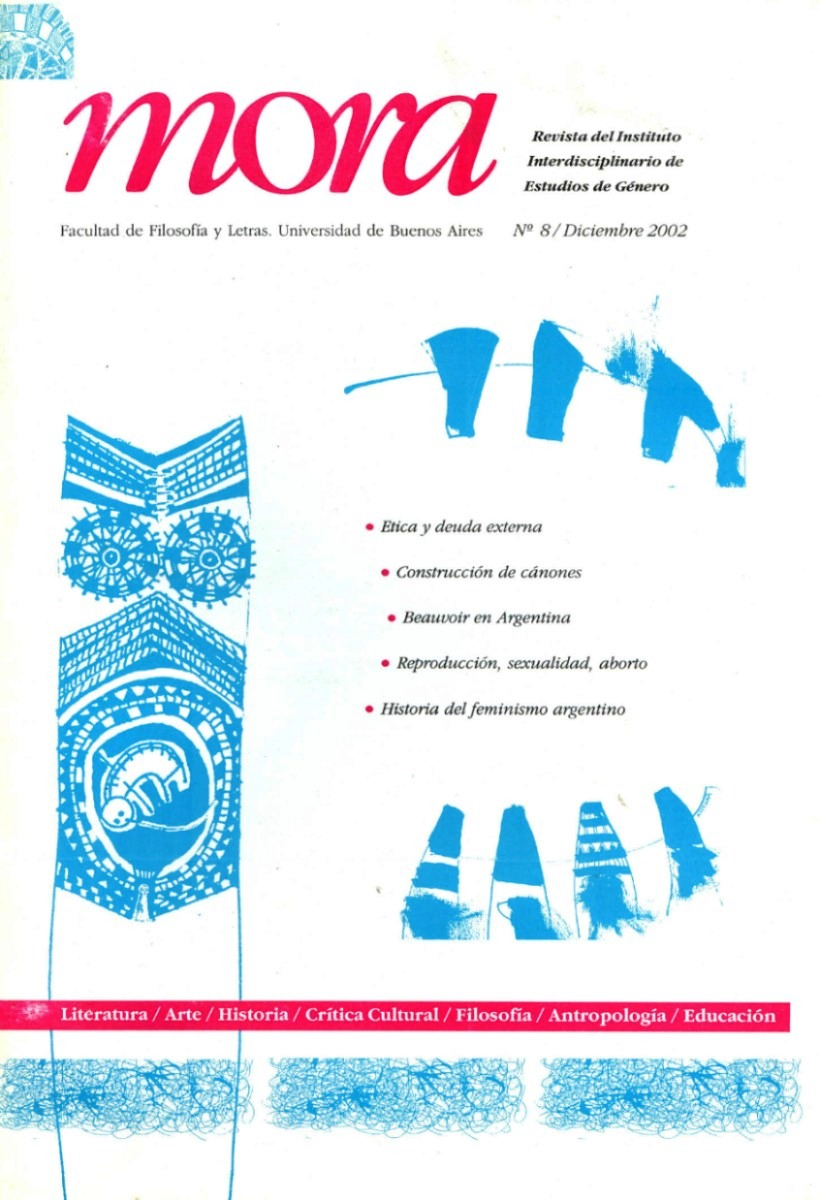
El número 8 de la revista Mora.

Formó parte del grupo fundador y del comité de redacción de la revista de historia Entrepasados, y es miembro del comité editorial de la revista Mora, del Instituto Interdisciplinario de Estudios de Género de la Facultad de Filosofía y Letras de la Universidad de Buenos Aires.
Desde 1985 se desempeña como profesora de Historia argentina en la Facultad de Filosofía y Letras de la Universidad de Buenos Aires y dictó cursos de doctorado y de posgrado en diversos centros de altos estudios, tales como la Universidad de Buenos Aires, Universidad Nacional de La Plata,
Universidad Nacional de Rosario, Universidad de San Andrés, Facultad Latinoamericana de Ciencias Sociales, Universidad Nacional de Mar del Plata, Universidad Nacional de General San Martín, Universidad de la República del Uruguay, Universidad de Chile y Universidad de Colonia (Alemania).
Sus primeros trabajos hicieron foco en el mundo laboral en una comunidad obrera; estudió las formas de trabajo y de organización, así como las protestas en los frigoríficos Swift y Armour, de la ciudad de Berisso y en la fábrica textil The Pattent Knitting Co. También estudió las relaciones de género y los problemas vinculados con la etnicidad de los trabajadores. Posteriormente dedicó su estudio al trabajo femenino en Argentina entre 1869 y 1969, en especial a las formas y condiciones de trabajo, la conformación de asociaciones gremiales, las protestas sindicales y a las leyes protectoras de la maternidad obrera. También estudió la prensa obrera en Buenos Aires y Montevideo entre 1890 y 1955 con el objetivo de comprender las formas de comunicar, educar, concientizar y organizar a los trabajadores varones y mujeres para lograr la transformación social.
En el Instituto Interdisciplinario de Estudios de Género (IIEGE) de la Facultad de Filosofía y Letras fundó y dirige el grupo de trabajo Archivo Palabras e Imágenes de Mujeres (APIM) cuyos objetivos son valorizar la investigación en ciencias humanas, recuperar y conservar palabras e imágenes de mujeres, promover la democratización en el acceso a la información y favorecer la enseñanza de la historia desde una perspectiva que integre la dimensión de género, así como favorecer la igualdad de oportunidades en la educación sin distinciones de género, raza, clase social o edad.
A partir de su interés por el uso de los lenguajes visuales para el análisis del mundo del trabajo y de las investigaciones sobre mujeres ha organizado también exhibiciones fotográficas de carácter histórico y asesorado para la realización de exposiciones sobre la mujer en la sociedad argentina y sobre el poder de inclusión social del trabajo.
Obtuvo becas y subsidios de instituciones nacionales e internacionales, tales como la Fundación Humboldt (2009-2010), la beca John Simon Guggenheim para las Artes y las Ciencias (2006) que le otorgó la Fundación Guggenheim, el subsidio del South-South Exchange Programme for Research on the History of Development (Sephis) 
Postdoctoral Grants, Sephis Programme, (2004), el subsidio para proyectos colaborativos de la National Endowment for the Humanities (NEH, Estados Unidos, 1995-1997), la beca Programa de Enriquecimiento Académico del Gobierno de Canadá, el subsidio del International Council for Canadian Studies, de Otawa (Canadá, 1990-1991), el subsidio de investigación de Flacso, Argentina, con el aporte de la Fundación Ford (2007-2008) y la beca Programa Latinoamericano de Formación e Investigación para la mujer del Consejo Latinoamericano de Ciencias Sociales (1989). Por su labor fue galardonada con el Premio a la producción científica y tecnológica de la Universidad de Buenos Aires (1992, 1993, 1994,1995).
Fue investigadora y directora del Grupo de Investigaciones en Historia Social Argentina (HISA) de la Facultad de Humanidades de la Universidad de Mar del Plata, de proyectos de investigación de la Universidad de Buenos Aires, de la Universidad Nacional de la Patagonia Austral y de la Universidad Nacional de la Patagonia San Juan Bosco.
Representó al claustro de profesores en el Departamento de Historia de la Facultad de Filosofía y Letras de la Universidad de Buenos Aires entre 1991 y 1996, fue directora de ese Departamento (1998-2001) y ha integrado diversos consejos consultivos, jurados y comisiones de doctorado, de investigación y editoriales.
Lobato se declara como una persona formada en la cultura de izquierda de los años setenta que no pertenece a ningún partido político en particular.

## Libros

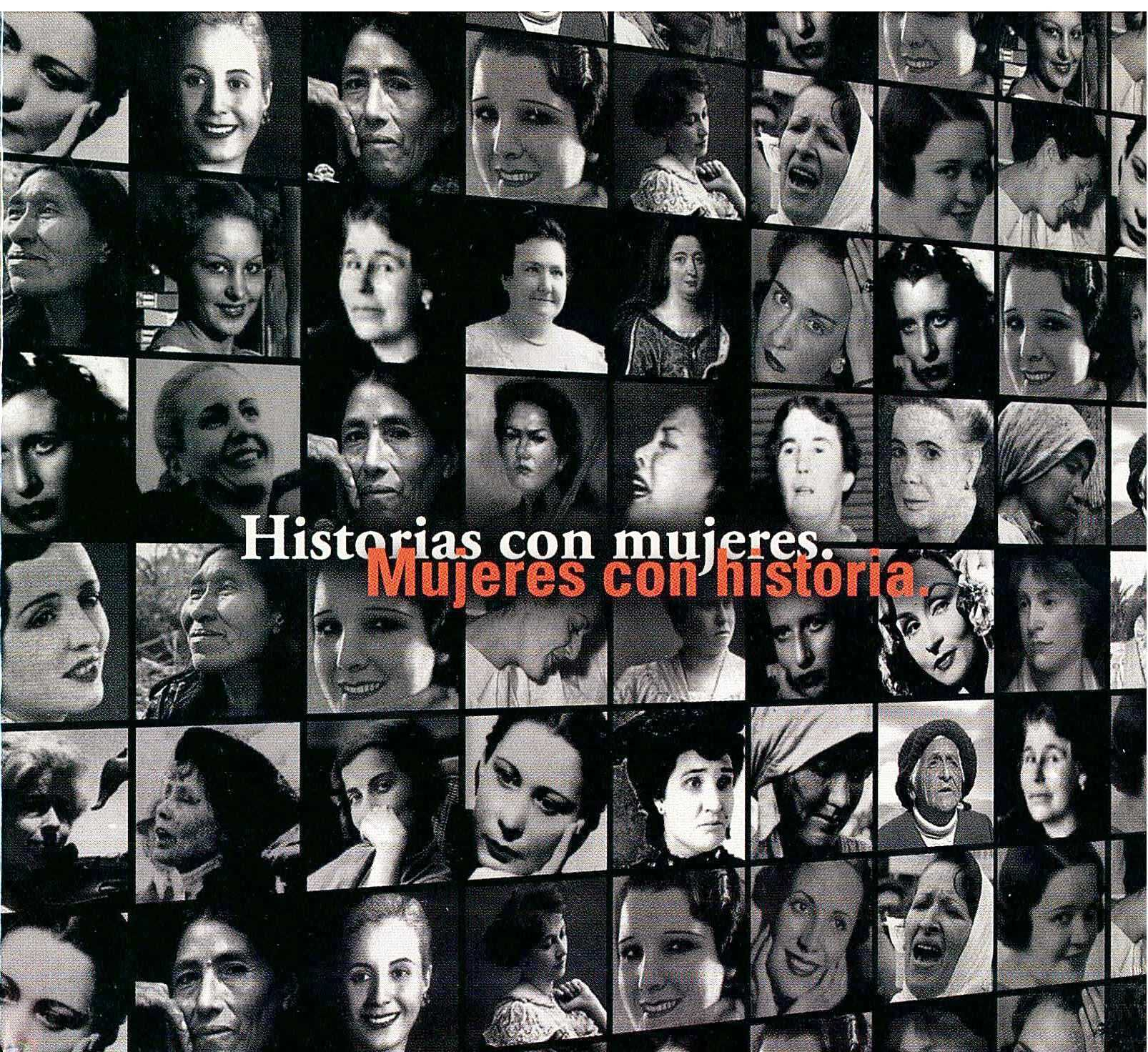
Historias con Mujeres. Mujeres con Historia.

- Mujer, trabajo y ciudadanía (1ª edición). Consejo Latinoamericano de Ciencias Sociales - C.L.A.C.S.O. 1996. ISBN 978-950-9231-39-9. En coautoría.
- Política, médicos y enfermedades - Lecturas de historia de la salud en la Argentina (1ª edición). Biblos. 1996. ISBN 978-950-786-127-7.
- Atlas histórico de la Argentina (1ª edición). Sudamericana. 2000. ISBN 978-950-07-1717-5. En colaboración con Juan Suriano
- Nueva historia argentina - Progreso, la modernización 1880-1916 (1ª edición). Sudamericana. 2000. ISBN 978-950-07-1725-0.
- La vida en las fábricas (1ª edición). Prometeo Libros. 2001. ISBN 978-950-9217-06-5.
- La protesta social (1ª edición). Fondo de Cultura Económica. 2003. ISBN 978-950-557-572-5.
- María Eva Duarte de Perón. Evita (1919-1952) (1ª edición). Madrid (España): Ediciones del Orto. 2003. ISBN 9788479233150.
- Cuando las mujeres reinaban - Belleza, género y poder en la Argentina del siglo XX (1ª edición). Biblos. 2005. ISBN 978-950-786-460-5. En coautoría.
- Diecisiete de Octubre de 1945 - Antes, durante y después (1ª edición). Lumiere. 2005. ISBN 978-950-9603-84-4. Participación en obra colectiva.
- Fotografía, memoria y género (1ª edición). Edición del Autor. 2005. ISBN 978-987-05-0332-3.
- Las políticas sociales en perspectiva histórica - Argentina, 1870-1952 (1ª edición). Prometeo Libros. 2006. ISBN 978-987-574-100-3. Participación en obra colectiva.
- Historia de las trabajadoras en la Argentina (1869-1960) (1ª edición). Edhasa. 2007. ISBN 978-950-9009-89-9.
- Las mujeres tienen derechos? - Política y ciudadanía en la historia argentina reciente (1ª edición). Capital Intelectual. 2008. ISBN 978-987-614-055-3.
- Argentina, la construcción de un país (1ª edición). Sudamericana. 2009. ISBN 978-950-07-3038-9. Participación en obra colectiva.
- La prensa obrera (1ª edición). Edhasa. 2009. ISBN 978-987-628-067-9.
- Buenos Aires. Manifestaciones, fiestas y rituales en el siglo XX (1ª edición). Biblos. 2011. ISBN 978-950-786-896-2. Editora responsable
- Formas de ciudadanía en América Latina (1ª edición). Vervuert Verlagsges. 2014. ISBN 9783954873227.
- Trabajo y Estado - Las instituciones laborales en la Argentina en la primera mitad del siglo XX (1ª edición). Edhasa. 2014. ISBN 978-987-628-279-6. En coautoría.
- Historia, ¿para qué? (1ª edición). Universidad Nacional de General Sarmiento. 2014. ISBN 978-987-630-171-8. Participación en obra colectiva.
- Americanización, Estados Unidos y América Latina en el siglo XX - Transferencias económicas, tecnológicas y culturales (1ª edición). Universidad Nacional de Tres de Febrero. 2014. ISBN 978-987-1889-38-9. Participación en obra colectiva.
- La sociedad del trabajo - Las instituciones laborales en la Argentina (1900-1955) (1ª edición). Edhasa. 2014. ISBN 978-987-628-279-6. En coautoría.
- Antología del pensamiento crítico argentino contemporáneo (1ª edición). CLACSO. 2015. ISBN 978-987-722-111-4. Participación en obra colectiva.
- Infancias argentinas (1ª edición). Edhasa. 2018. ISBN 978-987-628-500-1.

## Otras publicaciones
Mirta Zaida Lobato ha participado de diferentes artículos en revistas nacionales e internacionales como:
- 2002: ”Recordar, recuperar, conservar palabras e imágenes de mujeres. La construcción de un archivo en Argentina”, Voces recobradas, Año 5, N° 13, julio de 2002
- 2003: “Memoria, historia e imagen fotográfica: los desafíos del relato visual”, en Anuario, Facultad de Ciencias Humanas, Universidad Nacional de la Pampa, Año 5, n.º 5, Santa Rosa La Pampa, 2003.
- 2003: “De las huelgas a los cortes de ruta: la historiografía sobre la protesta social en Argentina”, en Anuario de Estudios Americanos, Tomo LX, I, 2003.
- 2003: “Organización, racionalidad y eficiencia de la organización del trabajo en la Argentina. El sueño de la americanización en la literatura y la prensa”, artículo en la revista Sociología del Trabajo, n.º 49, otoño de 2003, págs. 61-92
- 2003: “El movimiento feminista y la situación de la mujer en las palabras de Elvira López”, Selección documental, Mora, 8, Instituto Interdisciplinario de Estudios de Género (IIEGE), Facultad de Filosofía y Letras, Universidad de Buenos Aires.
- 2004: “Archivos privados, acciones públicas. Notas sobre las fuentes para el estudio de los movimientos sociales”, en Archivos de Buenos Aires, 9 Temas de patrimonio cultural, Comisión para la Preservación del Patrimonio Histórico Cultural de la ciudad de Buenos Aires.
- 2004: “Family Photos, Oral Narratives, and Identity Formation: The Ukrainian of Berisso (en colaboración con Daniel James), HAHR, 84:1, February 2004. Publicado en castellano en Entrepasados, n.º 24/25.
- 2004: “Belleza Femenina, estética e ideología. Las reinas del trabajo durante el peronismo” Mora, 9, 2005, en colaboración con María Damilakou y Lizel Tornay, y Anuario de Estudios Americanos, Sevilla, España, Tomo 61-1 pp. 233-277.
- 2005: “Fronteiras etéreas, diálogos possíveis. Identidade e cultura de gênero no mundo dos trabalhadores”, en Esboços, revista do programa de pósgraduação em Histórica da UFSC, n.º14, dossiê Trabalho, Cultura e Poder; ciudad de Florianópolis (Brasil), 2005.
- 2005: “Las socialistas y los derechos sociales y políticos de las mujeres, Argentina 1890-1930”, en Labrys, estudos feministas/études feministas, agosto/diciembre de 2005.
- 2005: «“Esto no era una competencia de belleza”. Las voces de las reinas del trabajo bajo el peronismo», artículo en la revista Voces Recobradas, año 7, n.º 20, septiembre de 2005.
  - 2005: Traducido al italiano: «“Quello non era un concorso di bellezza”. Le voci delle regine del lavoro sotto in regime peronista», en la revista Génesis, IV/1, 2005.
- 2005: «Representaciones del trabajo femenino bajo el peronismo. La elección de las reinas del trabajo», artículo en Encrucijadas, revista de la Universidad de Buenos Aires, 34, agosto de 2005.
- 2006: “Problemas e interrogantes de la historia de los trabajadores”, en la revista Estudios del Trabajo, n.º 32, julio/diciembre de 2006.
- 2007: “Historia de las instituciones laborales en Argentina: una asignatura pendiente”, en Revista de Trabajo, Año 3, n.º 4, Nueva época, 2007, Órgano oficial del Ministerio de Trabajo, Empleo y Seguridad Social, Argentina.
- 2008: “Trabajo, cultura y poder: dilemas historiográficos y estudios de género en la Argentina”, Estudios de Filosofía Práctica e Historia de las Ideas, Revista anual de la Unidad de Historiografía e Historia de las Ideas, INCIHUSA, Mendoza, n.º 9/10, diciembre de 2008.
- 2010: “Instituciones laborales, funcionarios y política: notas a partir de un proyecto de investigación”, en Revista de Trabajo, Año 6, n.º 8, Ministerio de Trabajo, Empleo y Seguridad Social, Buenos Aires.
- 2010: “Conmemoraciones patrióticas y mujeres: los desafíos del presente en el bicentenario de la Revolución de Mayo”, en Mora, Revista del Instituto Interdisciplinario de Estudios de Género Revista del Instituto Interdisciplinario de Estudios de Género, n.º 16, diciembre de 2010.
- 2013: «Ouvriéres en Amérique du Sud (XIXe-XXe siècle)», artículo en la revista CLIO, Femmes, Genre, Histoire, 38.[6]
- 2013: «Las rutas de las ideas. Cuestión social, feminismos y trabajo femenino», en el número monográfico Circulación internacional de ideas y cuestión social en Argentina, siglos XIX y XX, publicado en la Revista de Indias, publicación del Consejo Superior de Investigaciones Científicas, Volumen LXXIII, n.º 257, enero-abril de 2013.[7]
- 2013: «Espacios universitarios en las rutas feministas en la Argentina a principios del siglo XX», artículo publicado en la revista Labrys, études féministes/estudos feministas; enero/junio de 2013.[8]
- 2013: «Cuando un amigo se va…», artículo publicado en Estudios Sociales, revista de historia, n.º 40, págs. 80-83.
- 2013: «El trabajo en la industria textil de Berisso», artículo en la Revista de Historia Bonaerense, publicada por el Instituto y Archivo Histórico Municipal de Morón, año XVIII, n.º 38; septiembre de 2011.

## Capítulos en libros
- 1987: "Condiciones de trabajo en la industria frigorífica, Buenos Aires, 1900-30", en Condiciones y medio ambiente de trabajo en la Argentina, Vol. II La situación en sectores específicos, Buenos Aires, Editorial Humanitas - CEIL-CONICET. CEIL- Conicet, 1987, 336 págs, pp. 227-255.
- 1990: "Una visión del mundo del trabajo. El caso de los obreros de la industria frigorífica, Buenos Aires, 1900-32", en Diego Armus (Comp.): Mundo Urbano y Cultura Popular. Estudios de Historia Social Argentina, Buenos Aires, Editorial Sudamericana,1990, 205-230 pp.
- 1992: "Work and Conflict in the Meat Packing Industry, 1900-30", en Jeremy Adelman Ed., Essays in Argentine Labour History 1870-1930, Londres, MacMillan Series, 1992, 112-141
- 1992: "Obreros Inmigrantes en la industria frigorífica, 1900-30" en Fernando Devoto - Eduardo Miguez: Asociacionismo, Trabajo e Identidad Étnica. Los italianos en América Latina en una perspectiva comparada, Buenos Aires, CEMLA-CSER-IEHS, 1992, 205-203 pp.
- 1993: "Mujeres Obreras, Protesta y Acción Gremial en Argentina: los casos de la industria frigorífica y textil en Berisso", en Dora Barrancos (Comp.): Historia y Género, Buenos Aires, CEAL, 1993, 65-97 pp.
- 1996: “Lecturas de historia de la salud en la Argentina. Una introducción”, en Mirta Zaida Lobato editora, Médicos, Política y Enfermedades. Lecturas de historia de la salud en Argentina, 11-20 pp, 246 págs. Buenos Aires, Editorial Biblos.
- 1996: "Historia del trabajo y de los trabajadores en Argentina. Aproximaciones a su historiografía", en Marta Panaia (Comp.): Trabajo y empleo. Un abordaje interdisciplinario, Buenos Aires, EUDEBA, en colaboración con Juan Suriano, 143-175. pp.
- 1996: "La memoria compartida. Talleres de Historia Oral y Memoria del Trabajo", en Temas de Historia Oral, Primer Encuentro Nacional de Historia Oral, Selección, Municipalidad de la Ciudad de Buenos Aires, Secretaría de Cultura - Instituto Histórico de la Ciudad de Buenos Aires, 1995.
- 1996: “La mujer trabajadora en el siglo XX: un estudio de las industrias de la carne y textil en Berisso, Argentina”, en AA.VV, Mujer, trabajo y ciudadanía, Buenos Aires, Consejo Latinoamericano de Ciencias Sociales, CLACSO,[9] 1995, 229 págs, pp13-72.
- 1997: "Women Workers in the "Cathedrals of corned beef": structure and subjectivity in the Argentina Meat Packing Industry" en John D. French - Daniel James Ed. The Gendered Worlds of Latin American Women Workers. From Household and factory to the Union Hall and Ballot Box, Durham, Duke University Pres],[10] 1997, 53 a 71. pp.
- 2000: "Los trabajadores en la era del ´Progreso´” (Capítulo XI) y “Estado, Gobierno y política en el régimen conservador” (Capítulo IV), en Mirta Zaida Lobato (Director), Vol. V El progreso, la Modernización y sus límites, Nueva Historia Argentina, Buenos Aires, Editorial Sudamericana, 2000, pp 11-13, 179-208,465-506
- 2000: “Entre la protección y la exclusión. Discurso maternal y protección de la mujer obrera, Argentina, 1890-1934”, en Juan Suriano (Compilador): La cuestión social en Argentina, 1870-1943, Buenos Aires, Editorial La Colmena, 2000, 245- 276 pp.
- 2000: “Lenguaje laboral y de género en el trabajo industrial, Primera mitad del siglo XX”, en Fernanda Gil Lozano, Valeria Pita y María Gabriela Ini, Historia de las mujeres en la Argentina, Buenos Aires, Taurus, 2000, 95 a 116 pp,
- 2001: "La Patria degli italiani and social conflict in Early – Twentieth Century Argentina", en Donna Gabaccia y Fraser Ottanelli (Eds.): Italian Workers of the World. Labor Migration and the Formation of Multiethnic States, USA, The University of Illinois Press,[11] 2001,
- 2003: ”Racionalidad y eficiencia en la organización del trabajo en la Argentina: el sueño de la americanización y su difusión en la prensa y la literatura”, en María I. Barbero y Andrés Regalsky(editores), Americanización Estados Unidos y América Latina en el siglo XX.
- 2003: Transferencias económicas, tecnológicas y culturales, Eduntref (Editorial de la Universidad de Tres de Febrero), Buenos Aires, 2003, 101-130 pp.
- 2004: Archivos privados, acciones públicas. Notas sobre las fuentes para el estudio de los movimientos sociales, en Archivos de Buenos Aires, Comisión para la Preservación del Patrimonio Histórico Cultural de la Ciudad de Buenos Aires, Temas de patrimonio cultural, 9, Buenos Aires, 2004, 73-84 pp.
- 2004: “A cien años del Informe Bialet Massé: los estudios de género, la historia de género y la historiografía sobre trabajadores”, en Marcelo Lagos, María Silvia Fleitas, María Teresa Bovi (compiladores), A cien años del informe Bialet Massé. El trabajo en la Argentina del siglo XX y albores del XXI, Jujuy, Universidad Nacional de Jujuy, 2004, pp 221-235.
- 2004: “O perigo vermelho. Comunismo e anticomunismo na experiencia operária dos trabalhadores da carne (Berisso, 1930-1943)”, Claudio H. M. Batalha, Fernando Teixeira da Silva, Alexandre Fortes (Org), Culturas de clase, Campinas, Editora UNICAMP, 2004). 438 págs, pp 249-286.
- 2005: «La política como espectáculo: imágenes del 17 de octubre» (en colaboración); en Santiago Senén González y Gabriel D. Lerman (compiladores): 17 de octubre de 1945. Antes, durante y después (pp. 221-240). Buenos Aires: Lumiere, 2005.
- 2005: Introducción, pp. 9-19, Conclusiones, Belleza femenina y política: un epílogo posible, pp. 175-184 y Capítulo III Las reinas del trabajo bajo el peronismo (en colaboración) pp. 77-120 en Lobato, Mirta Zaida (editora): Cuando las mujeres reinaban. Belleza, virtud y poder en la Argentina del siglo XX. Buenos Aires: Biblos, 2005.
- 2006: «El estado y el trabajo femenino: el Departamento Nacional del Trabajo»; en Daniel Lvovich y Juan Suriano: Las políticas sociales argentinas en perspectiva histórica (págs. 27-46). Buenos Aires: Prometeo, 2006.
- 2006: «El trabajo femenino en Argentina y Uruguay en la primera mitad del siglo XX», en Isabel Morant (directora), G. Gómez-Ferrer, D. Barrancos y A. Lavrin (coordinadores): Historia de las mujeres en España y América Latina IV, «Del siglo XX a los umbrales del XXI» (págs. 801-818). Madrid: Cátedra, 2006.
- 2009: “Estado, Gobierno y política en el régimen conservador”, en Waldo Ansanldi et. al. Argentina la construcción de un país, editorial Sudamericana, Buenos Aires 2009, 69-98 pp (es una edición del Capítulo IV publicado en Mirta Zaida Lobato (Director), Vol. V El progreso, la Modernización y sus límites, Nueva Historia Argentina, Buenos Aires, Editorial Sudamericana, PP11-13, 179-208,465-506
- 2009: “Inmigración y trabajo femenino en la Argentina en la primera mitad del siglo XX”, en Buenos Aires Italiana, 25 Temas de Patrimonio Cultural, Comisión para la Preservación del Patrimonio Histórico Cultural de la Ciudad de Buenos Aires, Buenos Aires, 2009, 97 a 128 pp
- 2009: “Manifestaciones, conmemoraciones y tiempo libre de los trabajadores en la ciudad de Buenos Aires en la primera mitad del siglo XX”. en AA.VV. Lo Celebratorio y lo festivo: 1810/1910/2010. La construcción de la Nación a través de lo ritual, Comisión Nacional para la Preservación del Patrimonio Histórico Cultural de la Ciudad de Buenos Aires, Buenos Aires, 2009, 320 p, 153-164 pp
- 2010: “Historia del trabajo: género y clase”, en Jorge Cernadas y Daniel Lvovich (editores), Historia ¿para qué? Revisitas a una vieja pregunta, Buenos Aires, Universidad Nacional de General Sarmiento y Prometeo libros, 2010, pp 221-239.
- 2010: “Textile production in Argentina, 1650-2000”, en Lex Heerma Van Voss, Els Hiemstra-Kuperus and Elise Van Neederveen Meerkerk, History of textile workers, 1650-2000, Ashgate, UK, 2010, pp 2-17
- 2010: “Working-class Beauty Queens under peronism”, en Mattew B. Karush and Oscar Chamosa, editors, The New Cultural History of Peronism. Power and Identity in Mid-Twetieh-Century Argentina, Duke University Press, Durham and London, 2010 (En colaboración), pp. 171-208
- 2011: “Te amo, te odio, te quiero: una aproximación a la cultura afectiva de las clases populares en el Río de la Plata, 1880-1930”. En Gloria B. Chicote / Barbara Göbel (eds), Ideas viajeras y sus objetos: El intercambio entre Alemania y América Austral, Bibliotheca Ibero-Americana, Vol. 46,[12]
- 2011: Introducción y epílogo, pp 11-26 y 273-276. Capítulo: “Del trabajo a las calles: dignidad, respeto y derechos para los y las trabajadoras” (en colaboración con Silvana Palermo, pp. 45-76, en Mirta Zaida Lobato editora, Buenos Aires. Manifestaciones, fiestas y rituales en el siglo XX, Buenos Aires, Editorial Biblos, 2011).
- 2011: Introducción a “Las relaciones laborales desde la mirada empresaria”, en Daniel Dicósimo, Silvia Simonassi compiladores, Trabajadores y empresarios en la Argentina del Siglo XX: indagaciones desde la historia social, Rosario, Prohistoria ediciones, 2011, pp. 139-142.
- 2012: “El poder de las mujeres: contrapuntos y torsiones en perspectiva latinoamericana”, en Pilar Pérez-Fuentes Hernández (ed.), Entre dos orillas: Las mujeres en la historia de España y América Latina, Barcelona, Icaria Editorial, 2012, 187-221 pp.

## Libros en soporte informático
- 2008: Historias con mujeres. Mujeres con historia, CD Interactivo para el aula y CD para el docente, APIM-IIEGE, Facultad de Filosofía y Letras, Universidad de Buenos Aires, 2008. Declarado de interés educativo por el Ministerio de Educación de la Nación, Resolución 30SE. Expediente 10805/09.
- 2008: Historia de los trabajadores (Argentina) Bibliografía, Grupo de trabajo sobre el Movimiento Obrero y los Sectores Populares, UBA-UNCo,UNR, Buenos Aires, 2000, CDRom,
- 2014: Biografías de militantes sindicales de Ricardo Falcón + otros ensayos, Editora, Prólogo, UBACYT Cultura política e instituciones del mundo del trabajo, Argentina siglo XX”, UBACYT 20020100100795, de la Facultad de Filosofía y Letras de la Universidad de Buenos Aires, 2014,

## Ensayos, reseñas, artículos en diarios y revistas, entrevistas y colaboraciones
- “Servir en Buenos Aires”, Caras y Caretas (enlace roto disponible en Internet Archive; véase el historial, la primera versión y la última)., julio de 2013.

- “Cómo conservar la historia del trabajo”, Ñ, Revista de cultura, 495, Clarín, 23 de marzo de 2013.[13]

- “No hay oposición entre revisionismo e historia oficial”, Caras y Caretas (enlace roto disponible en Internet Archive; véase el historial, la primera versión y la última)., Año 51, n.º 2268, marzo de 2012.

- Rezension von: Sandra Carreras/Horacio Tarcus/Jessica Zeller (Hrsg.), Die deutschen Sozialisten und die Anfänge der argentinischen Arbeiterbewegung. Anthologie des Vorwärts (Buenos Aires 1886–1901)/Los socialistas alemanes y la formación del movimiento obrero argentino. Antología del Vorwärts (1886–1901), Buenos Libros/Ibero-Amerikanisches Institut, Buenos Aires 2008, in: Archiv für Sozialgeschichte (online) 52, 2012,[14]

- ¿Quiénes son los dueños del pasado?, Clarín, 19 de mayo de 2011 (En colaboración con Juan Suriano).

- “El Centenario”, El Bicentenario (diario), Siglo XX, Año 1910, Ministerio de Educación de la Nación

- “Trabajo femenino”, El Bicentenario (diario), Siglo XX, Año 1904, Ministerio de Educación de la Nación

- Nosotras en la Historia, Nuestra cultura, Año 2, n.º 2, marzo de 2010

- Respuesta a la encuesta ¿Existe una dimensión étnica o racial desatendida en la investigación social en la Argentina? pp135-140, Nuevo Topo, Revista de historia y pensamiento crítico, n.º 6, septiembre/octubre de 2009.[15]

- Encyclopedia of Latin American History and Culture, editor in chief Joseph Tulchin, Thompson Gale, Nueva York, 2008.

- “As clases subalternas tambén participan do proceso histórico: a história do mundo do trabalho na Argentina”, Entrevista realizada por Ellen Annuseck y Fernanda Ben, Esboços, revista do programa de pós graduaçao en histórica da ufsc, n.º 18, Florianópolis, 2007, pp159-169

- “Falsos mitos y viejos héroes” (en colaboración con Hilda Sabato), Ñ, Suplemento cultural, Clarín, Buenos Aires, sábado 31 de diciembre de 2005.

- La Marcha; Los muchachos peronistas Fascículo 2, 2004 (Colaboración).

- “Con Sydney Mintz descubrí la importancia de la historia”, Entrevista a Eduardo Archetti, en Entrepasados, 26, 2004. (También en Fundación Cultural, Santiago del Estero, n.º 22, marzo de 2005).

- “Nuevas caras de las viejas formas de protesta”, Clarín Tribuna, 25 de septiembre de 2003 (en colaboración con Juan Suriano)[16]

- “La intensidad de la fotografía es casi siempre histórica y social”. Entrevista a Luis Príamo, en Entrepasados, N° 18/19, 2000.

- Historia Visual de la Argentina contemporánea, Clarín (colaboración).

- “El pasado debe pensarse en términos éticos. Una conversación con Alessandro Portelli.” (con Dora Schwarsztein), en Entrepasados, n.º 17, 1999.

- Judith Filc: Entre el parentesco y la política. Familia y dictadura, 1976-83, Editorial Biblos, Buenos Aires, 1997, en Mora, Revista del Instituto Interdisciplinario de Estudios de Género, 6, 1999,[Reseña]

- Prólogo, Adriana Álvarez y Daniel Reynoso, Política económica en Mar del Plata, 1946-1996, Visión desde la vida institucional de la UCIP, UCIP, Mar del Plata, 1999

- Presentación, AA.VV. Mar del Plata. Caras y contracaras de una ciudad imaginada, HiSa, Facultad de Humanidades, Universidad Nacional de Mar del Plata, Mar del Plata, 1999

- La gente y sus lugares, Libros del Quirquincho - Ministerio de Cultura y Educación de la Nación, Buenos Aires, 1997.

- Marta Diana: Mujeres guerrilleras. La militancia de los setenta en el testimonio de sus protagonistas femeninas, Editorial Planeta, Buenos Aires, 1996, 445 páginas, en Entrepasados n.º 12, 1997.[Reseña]

- Juan Carlos Torre (Comp.): El 17 de octubre de 1945, Editorial Sudamericana, Buenos Aires, 1995, en Entrepasados, n.º 9, 1995. [Reseña]

- "¿Podrán las mujeres con la flexibilización?", Buenos Aires, Clarín, 7 de marzo de 1994.

- "Acerca de la Historia de las Mujeres: Una entrevista a Reyna Pastor", en Entrepasados, n.º 3, 1992.

- «Reseña de las Jornadas sobre los trabajadores en el siglo XX, organizadas por la Fundación Simón Rodríguez», en el Boletín n.º 5 del Instituto de Historia Argentina y Americana Dr. Emilio Ravignani, 3.ª serie, primer semestre de 1992.

- «Peter Winn: Weavers of Revolution. The Yarur Workers and Chiles Road to Socialism», Oxford University Press, 1986, publicado en el Boletín n.º 4 del Instituto de Historia Argentina y Americana Dr. Emilio Ravignani, 3.ª serie, segundo semestre de 1991.
- «Adolfo Prieto: entrevista» (en colaboración con Ema Cibotti), en Entrepasados, Revista de Historia, n.º 1; 1991.

- Charles Bergquist: Los trabajadores en la historia latinoamericana. Estudios comparativos de Chile, Argentina, Venezuela y Colombia. Bogotá (Colombia): Siglo XXI Editores, 1988.
  - Publicado en Boletín n.º 1 del Instituto de Historia Argentina y Americana Dr. Emilio Ravignani, 3.ª serie, primer semestre de 1989.

## La fotografía como fuente histórica: exhibiciones fotográficas
- Trabajo y sociedad, Casa Nacional del Bicentenario, Ministerio de Trabajo, Buenos Aires Exhibición temporaria, 1013 (Asesora).

- 20 años, Instituto Interdisciplinario de Estudios de Género, Facultad de Filosofía y Letras, Universidad de Buenos Aires, noviembre de 2012

- Nosotras estábamos ahí, Mujeres en la acción colectiva, Instituto Haroldo Conti, Archivo Nacional de la memoria, marzo-abril, Centro Cultural de la Memoria Haroldo Conti, Avda. del Libertador 8151 (ex ESMA), Ciudad de Buenos Aires (investigación y guion (en colaboración) Área audiovisual del Archivo Nacional de la Memoria y Archivo Palabras e Imágenes de Mujeres (IIEGE-UBA), 2011.

- Mujeres 1810-2010 Casa Nacional del Bicentenario, Buenos Aires Exhibición temporaria, marzo-julio de 2010 (Asesora) Museo de Bellas Artes Laureano Brizuela, Catamarca (El Catamarqueño, 5 de junio de 2012), Casa de la Historia y la Cultura del Bicentenario, Monte Caseros, Corrientes (Diario Plaza de Mayo, 26 de diciembre de 2012), Casa de Historia y la Cultura del Bicentenario, Reconquista, Chaco (Medios, 30 de octubre de 2012, Salta (El Tribuno 8 de marzo de 2012).

- Las mujeres en la acción colectiva. Trabajo, derechos y ciudadanía, Argentina en el siglo XX y XXI, Centro Cultural de la Cooperación, Buenos Aires, 25 de septiembre de 2008, en el marco de la Conferencia Internacional: La democratización familiar y democratización sociopolítica: integrando lo público y lo privado.

- La prensa alternativa. Palabras proletarias en el Río de la Plata, 1890-1958, UTPBA,[17] Septiembre de 2005, Centro Cultural Universidad Nacional de General Sarmiento, diciembre de 2005 Organizado por Facultad de Filosofía y Letras, Idaes- Universidad Nacional de General San Martín y Sephis.

- Las reinas del trabajo. Belleza, Virtud y Producción, Argentina en el siglo XX, Espacio Casa de la Cultura, 20 de marzo al 30 de mayo de 2005.Secretaría de Cultura, Gobierno de la Ciudad de Buenos Aires)http://old.clarin.com/diario/2005/03/30/sociedad/s-03401.htm

- Homenaje a Silvina Ocampo, 1903-2003, 6 y 7 de agosto de 2003, “Silvina en imágenes” Presentación en PP. Facultad de Filosofía y Letras, Universidad de Buenos Aires y Museo de Arte Latinoamericano de Buenos Aires MALBA.[18]

- Huellas de mujeres. Política y feminismos en Argentina en la primera mitad del Siglo XX, Casa de la cultura, Municipalidad de Vicente López, Ricardo Gutiérrez 1060, Olivos, 7 al 26 de marzo de 2003. Centro Cultural Italiano, Roma 656, Olivos 7 de abril al 7 de mayo de 2003 (Con visitas didácticas). Archivo palabras e imágenes de mujeres (APIM-IIEGE-UBA) y VII Jornadas nacionales de historia de las mujeres, II Congreso Iberoamericano de estudios de género, 24 al 26 de julio de 2003, Casa de la Cultura, Salta, Argentina.

- Saberes y lugares: Mujeres universitarias, Dirección de cultura, Secretaría de cultura y extensión universitaria, Facultad de Ciencias Sociales, Universidad de Buenos Aires, Marcelo T de Alvear 2230, Ciudad de Buenos Aires, 1 al 19 de julio de 2002. Archivo palabras e imágenes de mujeres (APIM-IIEGE-UBA).

- Nosotras también estábamos allí. Mujeres universitarias (Muestra fotográfica), “100 años de feminismo en la Argentina, Jornadas de Homenajes a Elvira López, Archivo Palabras e imágenes de mujeres (APIM-IIEGE-UBA),[19] Museo Roca, Buenos Aires, 10 de agosto de 2001.

- Berisso, Muestra Fotográfica, Facultad de Filosofía y Letras, UBA, 22 de agosto al 19 de septiembre de 1997, Grupo Fotográfico Parque y Proyecto de investigación Berisso Obrero, Universidad de Buenos Aires, Universidad de Duke).

## Filmografía
Mirta Zaida Lobato ha participado de la producción de películas documentales:
- 2008, De Alpargatas. Historias de trabajo. Director Fernando Raúl Álvarez y producción: Archivo Palabras e Imágenes de Mujeres (APIM) del Instituto Interdisciplinario de Estudios de Género, Facultad de Filosofía y letras de la Universidad de Buenos Aires, Directora Mirta Zaida Lobato.[20]

- 2005, Compañeras reinas. Dirección Fernando Raúl Álvarez y producción de Archivo Palabras e Imágenes de Mujeres (APIM), del Instituto Interdisciplinario de Estudios de Género, Facultad de Filosofía y Letras, Universidad de Buenos Aires, Directora Mirta Zaida Lobato.[21]